# Strasskopf
Der Strasskopf (auch Straßkopf oder Straßboden) ist ein 2401 m ü. A. hoher Berg in der Schobergruppe an der Grenze der Bundesländer Kärnten und Tirol in Österreich.

## Name
Der Alpenvereinsführer Schobergruppe führt den Berg 1979 unter Straßboden (auch Straßkopf genannt), die ÖK 50 nennt den Berg hingegen nur Strasskopf und bezeichnet mit Strassboden das Kar nordöstlich des Gipfels.

## Lage
Der Strasskopf ist der südöstlichste Ausläufer der Schobergruppe. Von hier zieht sich eine Kette nach Nordwesten über Winkelkopf, Mulleter, Törlkopf und Geißkofel bis zu den Seescharten beim Wangenitzsee.
Der Gipfel liegt an der Grenze zwischen den Gemeinden Winklern und Iselsberg-Stronach.

## Anstieg
Ausgangspunkt ist der Parkplatz vor der Winklerner Hütte. Diesen erreicht man mit dem PKW vom Iselsberg aus in Richtung Gasthaus „Schöne Aussicht“ und von hier über eine gebührenpflichtige Almstraße. Vom Parkplatz sieht man bereits den Strasskopf und man folgt dem markierten Steig bis zum Gipfel. Die Gehzeit beträgt etwa 1½ Stunden.
Vom Gipfel hat man eine gute Aussicht speziell auf die nahen Lienzer Dolomiten sowie auf weite Teile der Hohen Tauern. Bei guter Fernsicht sieht man bis zu den Südtiroler Dolomiten.
Zurück geht man entweder den gleichen Weg oder folgt dem Steig auf dem Kamm weiter nach Norden bis zur Großbodenscharte. Dort führt der Weg zum Schwarzkofelsee, von dem man zum Wiener Höhenweg absteigt und über die Roaneralm zum Ausgangspunkt zurückkehrt.
Der Strasskopf bietet sich auch für eine Schitour im Winter an. Startpunkt ist hier die Filialkirche hl. Benedikt am Penzelberg. Diese erreicht man auf einer Straße, die direkt auf der Passhöhe Iselsberg nach Norden abbiegt. Vom Parkplatz bei der Kirche folgt man der Fahrstraße bis zur Winklerner Hütte. Von dort geht man über freies Gelände direkt zum Gipfel. Der Aufstieg dauert insgesamt 3½ bis 4 Stunden. Bei guter Schneelage ist eine Abfahrt bis Winklern möglich.

## Hütten
Die nächstgelegenen Unterkünfte sind:
- Winklerner Hütte: Alpenvereinshütte mit Matratzenlager.[4]
- Roaneralm: Private Hütte ohne Übernachtungsmöglichkeit südlich des Gipfels am Ausgangspunkt des Wiener Höhenweges.[7]